# Ivan Nagel
Ivan Nagel (* 28. Juni 1931 in Budapest; † 10. April 2012 in Berlin) war ein ungarisch-deutscher Kritiker, Publizist und Theaterintendant.

## Leben

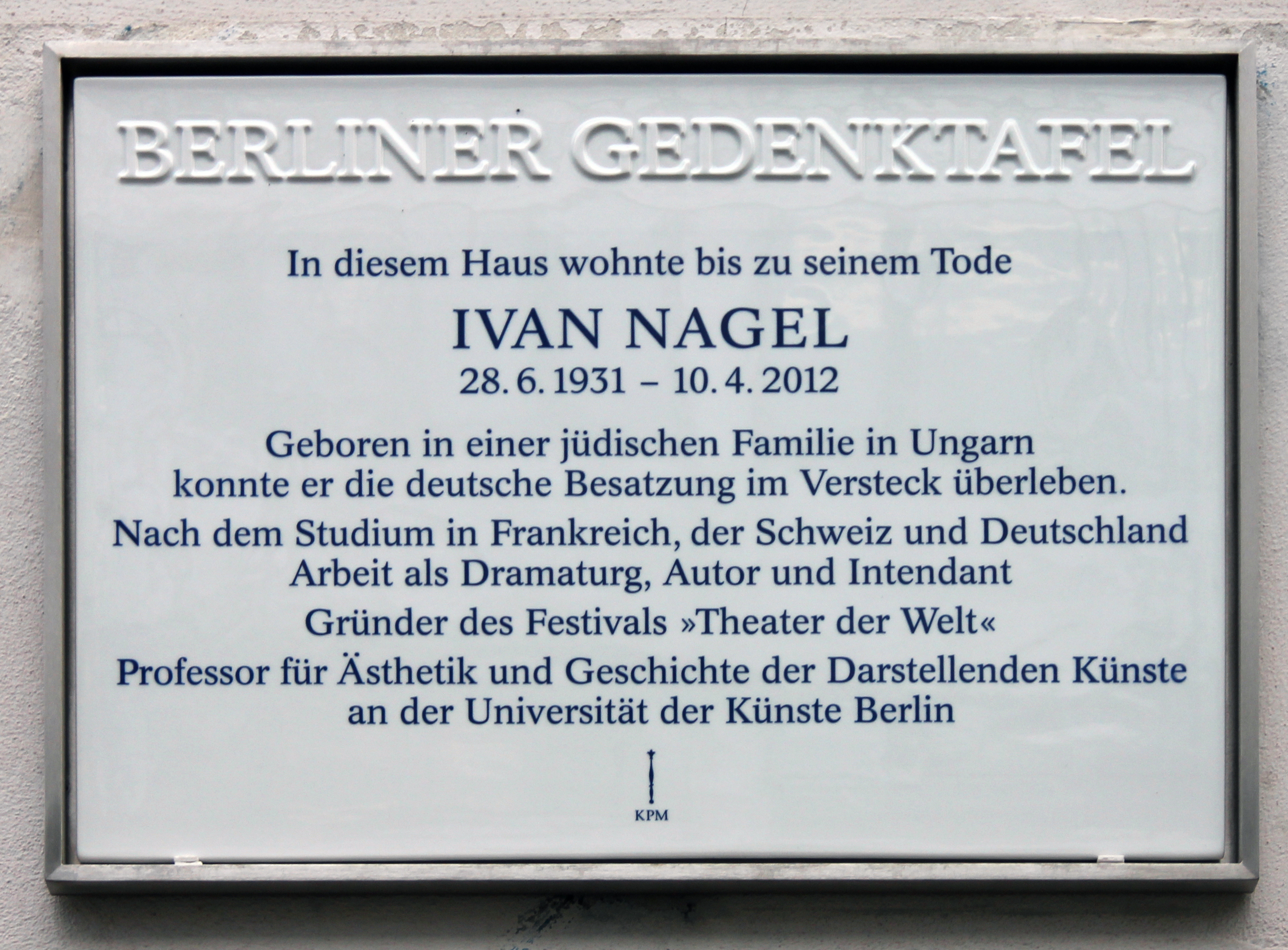
Berliner Gedenktafel am Haus, Keithstraße 10, in Berlin-Schöneberg

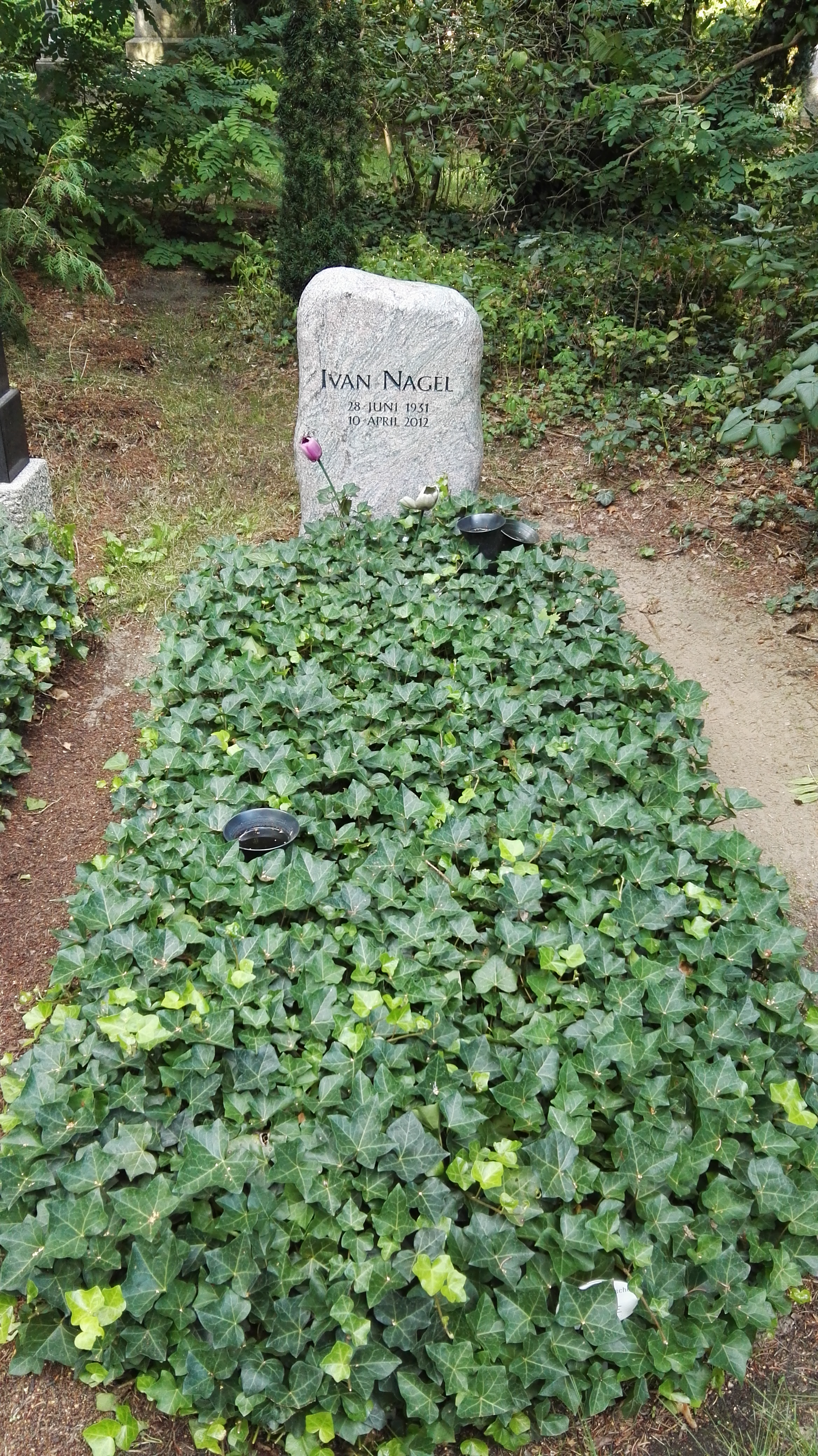
Grabstätte

Nagel stammte aus einer jüdischen Familie ungarischen Ursprungs. Sein Vater war Leiter einer Textilfabrik in Budapest. Die Familie  musste während des Zweiten Weltkrieges mit falschem Namen untertauchen. Es gelang ihr, den Holocaust zu überleben. Nach dem Krieg wollte Nagel anfänglich an der Loránd-Eötvös-Universität in seiner Heimatstadt studieren, wusste aber, dass ihm das als Bürgerlichem verwehrt würde. 1948 flüchtete er in die Schweiz. Nagel legte in Zürich das Abitur ab und studierte in den 1950er Jahren als Staatenloser zunächst in Paris und an der Ruprecht-Karls-Universität Heidelberg, später dann an der Goethe-Universität Frankfurt am Main. In Frankfurt studierte er Philosophie bei Max Horkheimer und Theodor W. Adorno, der ihm später auch half, die drohende Ausweisung als „unerwünschter Asylant“ zu verhindern.
Nach dem Studium arbeitete Nagel als Theater- und Musikkritiker und war von 1960 bis 1969 Chefdramaturg der Münchner Kammerspiele, wo es u. a. zur Zusammenarbeit mit Peter Stein kam. 1972 wurde er zum Intendanten des Deutschen Schauspielhauses in Hamburg ernannt und blieb dies bis 1979. In dieser Zeit arbeitete er mit zahlreichen renommierten Regisseuren, u. a. mit Giorgio Strehler, Jérôme Savary, Peter Zadek und Luc Bondy. Berühmt geworden sind vor allem die Inszenierungen von Peter Zadek (u. a. „Wildente“, „Othello“, „Wintermärchen“).
1981 gründete er ein Theaterfestival, das einen Überblick über die Theaterentwicklung der verschiedensten Kulturen der Welt geben sollte. Das Festival „Theater der Welt“ findet bis heute in wechselnden deutschen Städten statt und gibt traditionell dem deutschen Publikum Gelegenheit, herausragende Aufführungen wie die von Peter Brook, William Kentridge, Anatolij Wassiljew, Peter Sellars, Simon McBurney und vielen „Off-Theatern“ der europäischen, amerikanischen und fernöstlichen Avantgarde zu sehen.
1981 ging Nagel als Kulturkorrespondent der FAZ nach New York und lebte dort bis 1983. Er war zweimal Fellow des Wissenschaftskollegs zu Berlin, Intendant des Staatsschauspiels Stuttgart und 1989–96 Professor für Geschichte und Ästhetik der Darstellenden Künste an der Universität der Künste Berlin. Nach der deutschen Wiedervereinigung entwarf er für den Berliner Senat ein Konzept, aus dem Heiner Müllers Berliner Ensemble sowie Frank Castorfs und Christoph Marthalers Volksbühne am Rosa-Luxemburg-Platz entstanden.
2003 heiratete er Renate Klett.
Berühmt geworden ist er außerdem für seine theatertheoretischen Schriften und Portraits von Theaterregisseuren wie Fritz Kortner, Peter Zadek, Klaus Michael Grüber, Peter Stein, Robert Wilson, Frank Castorf und Peter Sellars. Sein Buch über Mozarts Opern, „Autonomie und Gnade“, wurde ins Englische, Französische, Spanische und Japanische übersetzt. Die Titel seiner Bücher über Kunst sind „Ariadne auf dem Panther“, „Der Künstler als Kuppler – Goyas Nackte und Bekleidete Maja“ sowie „Gemälde und Drama – Giotto, Masaccio, Leonardo“ (2009). Seine politischen und kulturpolitischen Bücher sind „Streitschriften“ (2001) und „Das Falschwörterbuch – Krieg und Lüge im 21. Jahrhundert“ (2004). Seit 2009 erscheinen im Suhrkamp Verlag seine gesammelten Schriften in Einzelausgaben.
In langen Gesprächen kurz vor seinem Tod hat Nagel sich auch zu seiner Homosexualität geäußert und dazu betont: „Dieses Rätsel will ich leben. Ich stehe dazu, ich zu sein.“
Ivan Nagel wurde am 20. April 2012 auf dem Dorotheenstädtischen Friedhof in Berlin-Mitte beigesetzt.
Am 30. August 2017 wurde an seinem ehemaligen Wohnort, Berlin-Schöneberg, Keithstraße 10, eine Berliner Gedenktafel enthüllt.

## Auszeichnungen
- 1988: Johann-Heinrich-Merck-Preis
- 1999: Fritz-Kortner-Preis
- 2000: Moses-Mendelssohn-Preis
- 2002: Verdienstorden des Landes Berlin
- 2003: Ernst-Bloch-Preis
- 2003: Bundesverdienstkreuz 1. Klasse[5][6]
- 2005: Heinrich-Mann-Preis der Akademie der Künste (Berlin)
- 2008: Ehrendoktor der Universität Lüneburg
- 2011: Hermann-Sinsheimer-Preis der Stadt Freinsheim

## Werke (Auswahl)
- Gedankengänge als Lebenslauf. Versuche über das 18. Jahrhundert. Hanser, München 1987, ISBN 3-446-15036-6.
- Autonomie und Gnade. Über Mozarts Opern. 3. stark veränderte Auflage. Hanser, München / Wien 1988, ISBN 3-446-20688-4.
- Kortner, Zadek, Stein. Hanser, München 1989, ISBN 3-446-15739-5.
- Johann Heinrich Dannecker, Ariadne auf dem Panther. Zur Lage der Frau um 1800. Fischer Taschenbuch Verlag, Frankfurt am Main 1993, ISBN 3-596-23969-9.
- Benjamin Henrichs, Ivan Nagel: Liebe! Liebe! Liebe! Ist die Seele des Genies: vier Regisseure des Welttheaters. Luc Bondy, Frank Castorf, Peter Sellars, Robert Wilson. 1. Auflage. Hanser, München / Wien 1996, ISBN 3-446-18576-3.
- Der Künstler als Kuppler. Goyas Nackte und Bekleidete Maja. 1. Auflage. Hanser, München / Wien 1997, ISBN 3-446-19124-0.
- Roger Willemsen – das Bühnengespräch mit Ivan Nagel: live aus dem Deutschen Schauspielhaus in Hamburg. 1. Auflage. Hoffmann und Campe, Hamburg 2001, ISBN 3-455-30217-3 (1 CD).
- Streitschriften. Politik, Kulturpolitik, Theaterpolitik. 1. Auflage. Siedler, Berlin 2001, ISBN 3-455-30217-3.
- Das Falschwörterbuch. Krieg und Lüge im Jahrhundertbeginn. 1. Auflage. Berliner Taschenbuchverlag, Berlin 2004, ISBN 3-8333-0105-8.
- Drama und Theater. Von Shakespeare bis Jelinek. Hanser, München / Wien 2006, ISBN 3-446-20724-4.
- Shakespeares Doppelspiel. „Der Kaufmann von Venedig“ neu gelesen. Insel, Frankfurt am Main 2012, ISBN 978-3-458-17507-0.

## Schriftenausgabe
- Gemälde und Drama. Giotto Masaccio Leonardo. Suhrkamp Verlag, Frankfurt am Main 2009, ISBN 978-3-518-42126-0.
- Schriften zum Drama. Suhrkamp Verlag, Berlin 2011, ISBN 978-3-518-42217-5.
- Schriften zur Kunst. Goya – Dankecker. Suhrkamp Verlag, Berlin 2011, ISBN 978-3-518-42193-2.
- Schriften zum Theater. Suhrkamp Verlag, Berlin 2011, ISBN 978-3-518-42267-0.
- Schriften zur Politik. Suhrkamp Verlag, Berlin 2012, ISBN 978-3-518-42310-3.